# Isocopris foveolatus
Isocopris foveolatus är en skalbaggsart som beskrevs av Luederwaldt 1931. Isocopris foveolatus ingår i släktet Isocopris och familjen bladhorningar. Inga underarter finns listade i Catalogue of Life.